# Massud ibn Muhàmmad
Abu-l-Fat·h Massud Ghiyath-ad-Dunya wa-d-Din ibn Muhàmmad ibn Màlik-Xah, més conegut senzillament com a Massud ibn Muhàmmad (? - 13 de setembre de 1152) fou un sultà seljúcida que va regnar a Pèrsia occidental i l'Iraq del 1134 al 1152.
Com els altres fills de Muhàmmad ibn Màlik-Xah fou posat d'infant sota tutela d'atabegs turcs. El darrer fou Ay-Aba Djuyush Beg. El seu territori en feu era l'Azerbaidjan i la Djazira, territoris amb fortes tendències separatistes dels caps kurds i turcs locals, especialment el famós Imad al-Din Zengi. Sota consell de Djuyusg Beg i de diversos caps com el mateix Zengi, Masud fou incitat a revoltar-se el 1120 quan només tenia 12 anys, contra el seu germà Mahmud II ibn Muhàmmad ibn Màlik-Xah (1118–1131), però aquesta rebel·lió fou sufocada després de la victòria de les forces de Mahmud II (manades per Ak Sunkur al-Bursuki) a Asadabad prop de Hamadan; el visir del derrotat Masud, el poeta al-Hasan ibn Ali al-Tughrai, fou capturat i executat. Però Mahmud va perdonar al seu germà.
Mahmud II va morir al Djibal el 10 de setembre de 1131 quan només tenia 27 anys. El va succeir el seu fill Daud I ibn Mahmud tutelat per l'atabeg Ak Sunkur al-Ahmadili, emir de Maragha al sud de l'Azerbaidjan. Els seus oncles Toghrul (II) ibn Muhammad del nord del Djibal, Masud ibn Muhmmad de l'Azerbaidjan i la Djazira (amb suports a l'Iraq), i Saldjuk Shah que controlava el Fars i el Khuzestan, van entrar altre cop en rebel·lió. Després d'una sèrie de lluites complexes amb alguns girs complets en la sort de les armes, Toghrul II ibn Muhammad que tenia el suport del cap de família Sandjar, que governava a Pèrsia oriental, es va imposar el 1132.
Toghrul va morir el 1134 després de regnar només dos anys i els emirs de l'Iraq van proclamar sultà a Masud. Aquest va anar a Bagdad i va rebre la investidura del califa al-Mustarxid que el va sermonejar durant la investidura. En revenja Masud va ajudar secretament a Zengi que estava assetjat a Mossul per forces del califa, el qual va haver d'aixecar el setge al cap de tres mesos. El seu primer visir fou Anushirwan ibn Khalid després substituït per Imad al-Din Darguzini i finalment per l'antic tresorer Kamal al-Din Muhàmmad.
El 1136 Masud va eliminar el califa ar-Ràixid (1135-1136) que només portava un any al càrrec, a causa d'un conflicte sobre el pagament del tribut per part del califa al sultà; el 14 de juny de 1136 les forces del califa foren vençudes a Daimarg (entre Hamadan i Bagdad) i el califa fou fet presoner i al cap de dos mesos assassinat per nizarites. El va substituir el seu oncle al-Muqtafí (1136-1160) que era germà d'al-Múrtaixid (el pare d'ar-Ràixid). Un adversari de Masud d'aquest temps fou el mazyàdida d'Hilla, Dubays.
El poder dels emirs turcs el va obligar a eliminar el seu visir Kamal al-Din Muhammad el 1139. Els emirs cada vegada tenien més territori en ikta (feu) i el marge de maniobra del sobirà s'havia reduït en conseqüència al disposar de menys territori propi. En endavant els seus visir li foren imposats pels emirs i cada vegada més això va passar amb tots els alts càrrecs.
El seu principal rival en els primers deu anys fou el seu nebot Dawud o Daud I, que va conservar el poder a l'Azerbaidjan; finalment va morir el 1143/1144; llavors el nord-oest de Pèrsia va passar als emirs turcs entre els quals va destacar Ildegiz que era l'atabeg d'Arslan ibn Toghrul (que fou després sultà Arslan Shah ibn Toghrul 1160–1174), i Ak Sunkur al-Ahmadili dels ahmadílides de Maragha. El Fars va quedar en mans de l'emir Boz-aba, que proclamava l'autoritat de Muhammad (que després fou el sultà Muhàmmad II ibn Mahmud 1153–1154 i 1156–1159) i Màlik-Xah (que després fou el sultà Màlik-Xah III ibn Mahmud 1152–1153), fills de Mahmud II ibn Muhàmmad ibn Màlik-Xah i, per tant, nebots de Masud.
El 1147 es va formar una coalició d'emirs descontents en la qual va entrar fins i tot Zengi ibn Ak-Sunkur de Mossul, però Masud va derrotar els rebels. L'emir del Fars Boz-aba fou llavors derrotat i mort (1147/1148). L'emir Khass Beg Arslan es va erigir en favorit però la gelosia d'altres emirs va provocar un nou conflicte armat l'any següent (1148) amb un grup d'emirs que pretenia proclamar a Bagdad a Màlik-Xah (que després fou el sultà Màlik-Xah III o Malik-Xah III ibn Mahmud 1152–1153). Per evitar problemes Masud va donar a Màlik-Xah una filla en matrimoni i el va designar hereu.
Va morir a Hamadan el i el seu nebot el va succeir com a Màlik-Xah III.